# Phyllachora derridicola
Phyllachora derridicola är en svampart som beskrevs av Petr. 1947. Phyllachora derridicola ingår i släktet Phyllachora och familjen Phyllachoraceae.   Inga underarter finns listade i Catalogue of Life.